# 焼きつき
焼き付き（やきつき）とは、
- 内燃機関において、シリンダー内壁とピストン側面、あるいはクランクシャフト、コネクティングロッド、カムシャフトなどの軸受に傷が入る現象である。
- 軸受、プレス金型、切削工具、ねじが摩擦熱で過熱し、材質表面が変質（焼き戻し、焼入れ、焼きなましなど）した状態、あるいは摩耗・溶解してしまう状態をいう。

両者とも、専門的には摩耗の一種である凝着摩耗、en:adhesive wear(かじり、en:Galling)の結果発生するものであり、英語圏ではこうした現象を総称して発作を意味するSeizure(シーザー)、またはen:Seize(シーズ)と呼ぶ。

## 概要

### 内燃機関における焼き付き

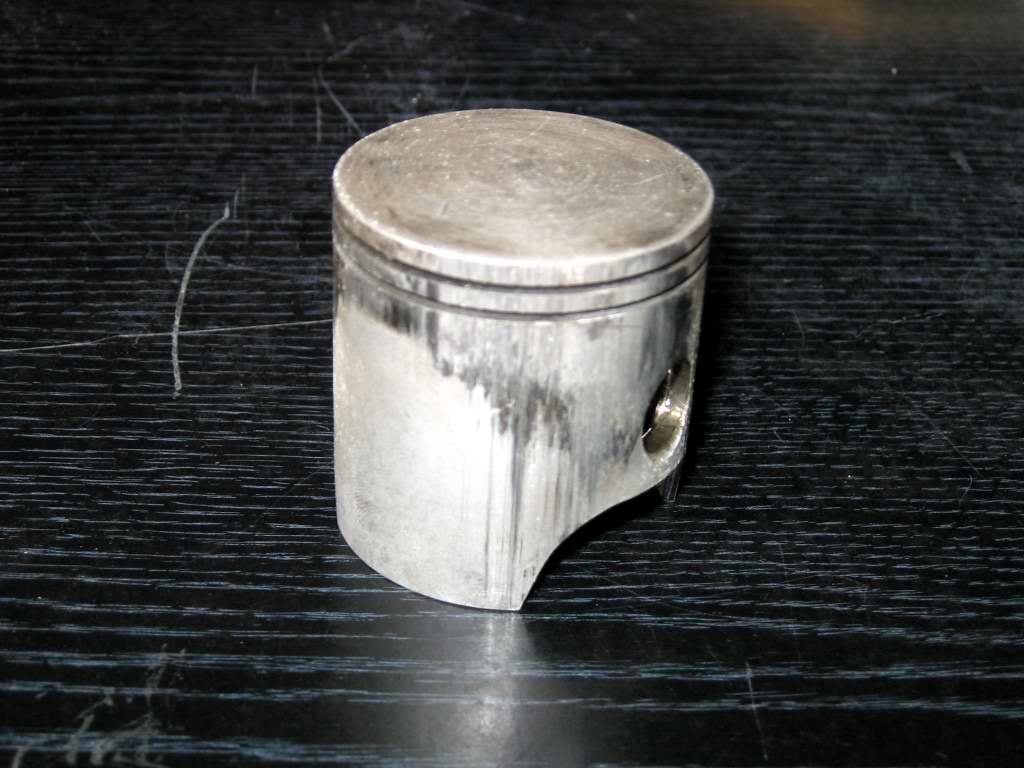
焼きつきにより縦傷が入った2ストローク50ccエンジンのピストン

主に自動車、二輪車等の内燃機関は、高速でピストン運動をしている。焼き付きとは、油圧の低下などの原因や、エンジンオイルの品質・管理不良などの原因で、普段シリンダーとピストンの間にある油膜が一瞬でも無くなる事で過剰な摩擦熱が発生して両者が溶着、そのままエンジンの回転が完全停止してエンジンストールに至るか、溶着部分が回転力で剥がれる事でシリンダー又はピストンに傷が入る現象の事である。シリンダーやピストンが焼き付きやすいのは、主に1往復（行程換算2回(=2stroke)）で1行程が完結する2ストローク機関のガソリンエンジンである。
2ストロークガソリンエンジンの多くはクランクケース内に混合気を導入(吸気)し、ピストンの下降によってクランクケース内に予備圧縮(1次圧縮)を発生させ、シリンダー内に混合気を送り込む(掃気)構造を採る事で、ポペットバルブを持たない簡素な構造を実現している。しかしこうした構造を採るが故に、多くの4ストローク機関のようにエンジン内部(ウエットサンプ)または外部(ドライサンプ)にエンジンオイルを蓄えておき、オイルポンプで内部を循環させた後にエンジンオイルを回収して何度も再利用する潤滑形式を採る事が出来ず、燃料に2ストロークオイルを混合した「混合燃料」を混合気としてエンジン内部に送り込む事で各部の潤滑を行い、最終的には2ストロークオイルは燃焼室内で焼き捨てる「全損潤滑」と呼ばれる形式を採らざるを得ない。このような潤滑方法は、次のような状況で容易にピストンの焼きつきを誘発しうる根本的な欠陥を抱える事となる。
一つめは、キャブレターからエンジンに送り込む混合気が薄い(リーン)事で発生しうる焼きつきで、これは2ストロークオイルの総量が不足しがちになるのと同時に、空燃比も薄くなる事によって燃焼温度が上昇、シリンダーやピストンの冷却(気化潜熱を利用した燃料冷却)が不十分となる事によって、吸気ポート側を中心に焼きつきが起こる。対策としては点火プラグの焼け状態や回転フィーリングの許す範囲においてキャブレター内の各ジェットを濃い目(リッチ)に再調整する事で、ある程度焼きつきにくくする事が可能である。山や峠等の山地では空気の密度が低いので空燃比も薄くなり必然的に焼きつきやすくなるが、ノーマルの状態では混合気が濃いので焼きつく心配はまず無いとされる。反対に、エンジンをボアアップした場合、エンジンに対する混合気がほぼ確実に足りなくなるので、ボアアップする際にはキャブレターの口径を大きくする、ジェット類の番手を上げる等の対策が必要である。これらの対策を施さずに空気密度の低い場所へ行ったり、極端に高回転まで回した場合、焼きつく可能性は極めて高くなる。ボアアップを施さない場合でも、チャンバーの交換に伴い最大の充填効率が発生する回転域(パワーバンド)や充填効率その物が極端に変化した場合や、エアクリーナーやインテークチャンバー(en:Airbox)の仕様変更などにより吸入空気量が大幅に増大した場合。キャブレターとエンジンの接合部(インシュレーター)に隙間が発生していたり、クランクシャフトのオイルシールの気密性低下で二次空気を吸い込んでいる場合にも、希薄燃焼に伴う焼きつきが発生しやすくなる。
二つめは、燃調が十分濃い場合であっても極端な高回転や重負荷走行を繰り返す事によって発生する焼きつきで、極めて大きな負荷がエンジンに掛かる事で燃焼室内の燃焼温度が上昇してピストンが膨張、最も熱上昇が起こりやすい排気ポート周辺にオーバーヒートが発生して潤滑が追い付かなくなる事で、排気ポートを中心に焼きつきが起こる。これは、エンジンが全負荷状態(フルスロットル)の際に特に起こりやすく、極端な重負荷・極端な高回転を意識的に避ける事や、水冷の場合には水温計、4ストロークの場合には油温計や油圧計が異常値を示した時にはペースを落とす、空冷の場合には長時間のアイドリングを避けるなどによって予防が可能である。
三つめは、高回転時にスロットルの全閉時間が長くなる事で起きる焼きつきで、高速回転中に混合気が極めて少なくなる事によりピストン全体の潤滑が出来なくなる事でシリンダー各部で焼きつきが発生する。これは、エンジン回転数が高い状態から急激にスロットルを全閉する極端なエンジンブレーキを使用する事や、平坦かつ水平な直線舗装路を定速走行したり、高速道路の長い下り坂などでエンジン回転数が比較的高い状態でスロットル開度が少なくなる部分負荷状態(パーシャルスロットル)を多用する事で起こりやすく、混合給油仕様の場合にはこの傾向が特に顕著となる。近年のオイルポンプによってクランクケース内部に2ストロークオイルを送り込む分離給油方式(it:Miscelatore)のエンジンの場合には、スロットル全閉時にやや多めのオイルを送り込む制御をオイルポンプで行う事や、めっき加工でシリンダー内壁を強化する事などでこのような焼きつきを防いでいる場合があるが、用途により(特にロードレースやオフロード走行などによる)エンジンブレーキやパーシャルスロットルを多用せざるを得ない場合には、適宜クラッチを切ってスロットルを空吹かしする事で、意識的に混合気をエンジン内部に送り込み、できるだけ油膜を切らさないようにする操作も必要となる。逆に、オートマチックトランスミッション車やスクーターなどの、運転者が任意に断続操作出来るクラッチを持たない車種の場合には、ワンウェイクラッチを用いたフリーホイール機構を装備する事でエンジンブレーキの発生そのものを抑制または阻止する事で、このような焼きつきを防いでいる。レーシングカートにおいては、ストレートエンドで強いエンジンブレーキを掛ける際に、吸気口を掌で塞いで一時的に混合気を濃くする事で焼きつきの発生を防ぐ、チョーキングと呼ばれる特殊な走行技術が用いられる。
四つ目は、冬の低温時に2ストロークオイルの流動性が低下し、オイルポンプによる圧送が不十分となったり、十分にガソリンと混ざらずに混合燃料が分離する事によって発生する焼きつきである。これは低温焼きつきとも呼ばれるもので、暖機運転が十分に行われるまでは高負荷回転を避ける、水冷やオイルクーラー付きの場合にはサーモスタットの設定を変更するなどしてオーバークールを防ぐ事などで予防が可能である。
なお、初めて焼き付きを経験する際は、焼き付きだと解らない事が多い。急にエンジンがストールし、タンクにガソリンはあるものの、キックをしてもいつもよりキックが軽く、エンジンが全くかからない場合、焼き付きか抱き付きの可能性がある。軽度な焼き付きであれば、点火プラグの取り付け穴からエンジンオイル等を垂らして何度もクランキングを繰り返す、或いは分解して傷付いたピストンリングやシリンダー内壁を耐水ペーパー等で研磨すれば再始動可能であるが、重度の焼き付きの場合は部品の交換をしなければならない。

### 軸受の焼き付き
軸受、特に「すべり軸受」の場合、軸受表面の油膜がなくなると、軸受表面に傷が入ってしまい、摩擦が大きくなり、最終的には軸及び軸受が溶解してしまう。一旦焼き付きが起こると、軸は肉盛りして研削する必要があるが、軸受は交換が必要である。
焼き付きを防ぐために、定期的な潤滑剤の充填が必要である。 メンテナンスを省略・省力化するために「転がり軸受」さらに「シールドベアリング」が用いられるようになった。
内燃機関においても、4ストローク機関において何らかの原因でオイルパンからエンジンオイルが無くなり、油圧を全喪失した場合にクランクシャフトやコネクティングロッド、カムシャフトのすべり軸受(バビットメタル)にて同様の現象が起こりうる。とりわけ、バランスシャフトのうち、2本のシャフトがクランクシャフトの2倍の回転数で回るサイレントシャフトに代表されるランチェスターバランサーを採用しているもので特に発生しやすく、油圧が確保されている場合でも無理な高回転を多用しすぎると、バランスシャフトのすべり軸受のみに焼きつきが発生する場合がある。
2ストローク機関の場合、クランクシャフトやコネクティングロッドには転がり軸受が使用されるが、オイルタンクへの2ストロークオイルの入れ忘れや分離給油仕様でのオイルポンプの故障、混合給油仕様で誤って混合燃料ではなく通常のガソリンを入れてしまった場合、急激なエンジンブレーキの使用でエンジン全体の潤滑不良が発生した際などに軸受の焼きつきが起こりうる。内燃機関で軸受けの焼きつきが起きた場合、エンジンの回転が突然停止して車輪のロックが発生したり、コネクティングロッドが折損してシリンダーブロックを突き破る「足出し」と呼ばれるエンジンブローに繋がる。

### プレス金型の焼き付き
金属塑性加工分野でのプレス加工において、適切なクリアランスの設定をせず、あるいは心出しが不適切なまま加工を行った場合、金型とワーク（材料）との間に過剰な摩擦熱が発生し、材料が金型に固着したり金型表面が溶解したりする。 最悪の場合は焼き付きを通り越して金型やプレス機械の破壊を引き起こす。
焼き付きを防ぐためには、適切な金型の調整を行い、深絞り加工の場合は潤滑剤を使用する。

### 切削工具の焼きつき
切削工具による金属への切削加工において、切削用の工具鋼の先端とワークの間に過剰な摩擦熱が発生して先端部が破損したり、ワークが変質して加工の継続が困難となる場合がある。
ワークの材質に応じた適切な工具材質や切削油の選定、工具回転数の抑制などで予防する事が可能である。

### ねじの焼きつき
ボルトやナットを締め付ける際に、ねじ山の間に摩擦熱が発生してねじが固着する場合がある。特にステンレス鋼において締め付け時の焼きつきが発生しやすいとされる。一度焼き付いたねじの取り外しは、原則として切断するしか方法は無い。
内燃機関においては、エキゾーストマニホールドやターボチャージャー、マフラーの接合部のねじが高熱や錆で焼きつきに類似した癒着を起こす場合があるが、厳密には上記の締め込み時の焼きつきとは異なるものである。
こうしたねじの焼きつきを防ぐ為には、ねじ山の表面処理を改善する、二硫化モリブデンや銅粉、黒鉛を配合した「焼きつき防止剤」と呼ばれる専用グリスを併用するなどの対策が必要となる。